# Carlos Cortés Díaz
Carlos Humberto Cortés Díaz (Taltal, 1923-Santiago, 10 de septiembre de 1971) fue un obrero, dirigente sindical de la construcción y minería, y político chileno, quien ejerció como ministro de Vivienda y Urbanismo durante el gobierno del presidente Salvador Allende, desde 1970 hasta 1971.

## Biografía
Fue hijo de Manuel Cortés y Claudina Díaz Santander, y tuvo dos hermanos, Manuel Segundo y Marcelino Cortés Díaz. Tuvo tres hijos, Bernardo, Esteban y Lucía.
Ingresó al Partido Socialista en la oficina salitrera Mapocho en 1937 y fue miembro del comité central del partido. Dirigente sindical de larga trayectoria.
Se desempeñó como Ministro de Vivienda y Urbanismo entre 1970 y 1971, durante los primeros años del gobierno de la Unidad Popular que representaba Salvador Allende. Fue responsable, junto con su equipo, del primer programa de Vivienda del Gobierno Popular.
Falleció siendo ministro de la Vivienda y Urbanismo. Tuvo ceremonia de entierro como tal. La Cámara de Diputados de Chile, en sesión del 20 de octubre de 1971, realizó un homenaje a Cortés. En la oportunidad, el diputado Héctor Ríos se refirió a él como un «minero infatigable y recio, [..:] el obrero que llegó a Ministro y ejerció sus funciones con tanta dignidad y responsabilidad».

## Historial electoral

### Elecciones parlamentarias de 1969
- Elecciones parlamentarias de 1969  Candidato a Senador Tercera Agrupación Provincial, Valparaíso y Aconcagua. Período 1969-1977[6]

| Candidato                   | Partido | Votos  | %     | Resultado |
| --------------------------- | ------- | ------ | ----- | --------- |
| Pedro Ibáñez Ojeda          | PN      | 49 694 | 16,49 | Senador   |
| Luis Guevara Ortúzar        | PN      | 7227   | 2,4   |           |
| Luis Corvalán Lepe          | PCCh    | 58 569 | 19,43 | Senador   |
| Sergio Vuskovic Rojo        | PCCh    | 8677   | 2,88  |           |
| Luis Horvitz Vásquez        | USOPO   | 2602   | 0,86  |           |
| Luis Bossay Leiva           | PR      | 43 200 | 14,34 | Senador   |
| Olaf Olsen Provist          | PR      | 6512   | 2,16  |           |
| Adonis Sepúlveda Acuña      | PS      | 7625   | 2,53  |           |
| Carlos Cortés Díaz          | PS      | 2275   | 0,75  |           |
| Humberto Fuentealba Herrera | PS      | 3296   | 1,09  |           |
| Benjamín Prado Casas        | DC      | 45 533 | 15,11 | Senador   |
| Alfonso Ansieta Núñez       | DC      | 12 002 | 3,98  |           |
| Emiliano Caballero Zamora   | DC      | 7676   | 2,55  |           |
| Jorge Molina Valdivieso     | DC      | 17 451 | 5,79  |           |
| Eugenio Ballesteros Reyes   | DC      | 29 020 | 9,63  | Senador   |